# Бухар-Жырауский сельский округ
Буха́р-Жыра́уский се́льский окру́г (каз. Бұқар жырау ауылдық округі) — административная единица в составе Бухар-Жырауского района Карагандинской области Казахстана. Административный центр — село Бухар-Жырау.

## Состав
| № | Населённый пункт | Тип населённого пункта       | Код КАТО  | Географические координаты       | Население, чел. (2021 г.) |
| - | ---------------- | ---------------------------- | --------- | ------------------------------- | ------------------------- |
| 1 | Бухар-Жырау      | село, административный центр | 354043100 | 50°14′32″ с. ш. 74°46′05″ в. д. | ↘186                      |
| 2 | Семизбуга        | село                         | 354043200 | 50°11′54″ с. ш. 74°49′54″ в. д. | ↘80                       |
| 3 | Шалкар           | село                         | 354043300 | 50°15′02″ с. ш. 74°53′33″ в. д. | ↘126                      |

## Население
| Численность населения | Численность населения | Численность населения | Численность населения |
| 1989                  | 1999                  | 2009                  | 2021                  |
| --------------------- | --------------------- | --------------------- | --------------------- |
| 1819                  | ↘1056                 | ↘606                  | ↘392                  |